# Ökenråttorna
Ökenråttorna (engelska: The Desert Rats) är en amerikansk krigsfilm från 1953, regisserad av Robert Wise med Richard Burton, James Mason och Robert Newton i huvudrollerna. Filmen är en lös uppföljare till Rommel – ökenräven från 1951.

## Handling
Året är 1941 och det enda som står emellan Rommels tyska Afrikakår och Suezkanalen är staden Tobruk, där endast en liten australiensisk bataljon är utposterad. Det är kapten MacRoberts uppgift att förbereda soldaterna i bataljonen för sin livs svåraste prövning och tiden är knapp.

## Rollista
| Skådespelare           | Roll                      |
| ---------------------- | ------------------------- |
| Richard Burton         | Kapten "Tammy" MacRoberts |
| James Mason            | Fältmarskalk Erwin Rommel |
| Robert Newton          | Tom Bartlett              |
| Robert Douglas         | Generalen                 |
| Torin Thatcher         | Överste Barney White      |
| Chips Rafferty         | Sergeant "Blue" Smith     |
| Charles "Bud" Tingwell | Som sig själv             |
| Charles Davis          | Pete                      |
| Ben Wright             | Mick                      |
| Michael Pate           | Kapten Currie             |
| John Alderson          | Australiensisk korpral    |